# История почты России
Исто́рия по́чты Росси́и насчитывает более тысячи лет. Русская почта является одной из старейших в Европе.

## Почта на Руси
Начало и развитие почтового дела в России восходит ко времени натуральной почтовой повинности, состоявшей в даче княжескому гонцу коня и корма. В Киевской Руси уже в X веке существовал «повоз» — обязанность населения предоставлять лошадей «от стана к стану» для княжеских гонцов и слуг.
Последующая история русской почты связана с ямами — почтовыми станциями, учрежденными в XIII веке, в период Золотой Орды, для быстрой связи с её окраинами. Ямская повинность отбывалась всем окрестным населением, которое было обязано доставлять в определённые пункты лошадей с проводниками.
В период после Золотой Орды ямская служба получила дальнейшее развитие на русской земле. К XV—XVI векам почтовая связь установилась по всей стране. Расстояние между станциями составляло 40—100 вёрст. Для крестьян и посадских людей существовала тягловая повинность возить гонцов и посыльных.
При Иване III (1462—1505) устройство ямской гоньбы находилось под личным контролем московского князя, который подписывал подорожные грамоты на право пользоваться средствами сообщения. В подорожных были указаны направление, количество подвод, лошадей и прокорм. Например, для поездки боярина по казённой надобности из Москвы в Новгород в каждом ямском дворе ему предоставлялось 13 подвод, «баранью тушу, а шкуру обратно, трое куров да хлебы».
В XVI веке царские грамоты, приказы, а иногда и частные письма развозили из одного пункта в другой гонцы — нарочные. Им поручалась доставка обыкновенно одной грамоты или одного письма. Ямщики развозили как грамоты, так и кладь и людей. При этом для надзора над ямщиками и доставки государственных бумаг был учреждён Ямской приказ (с 1516 года).
- Ранняя история русской почты на марках СССР
- Русский конный гонец, 1988 (ЦФА [АО «Марка»] № 6013)
- Княжеский писец XV века, 1958 (ЦФА [АО «Марка»] № 2203)
- Гонец XVI века, 1958 (ЦФА [АО «Марка»] № 2204)

В начале XVII века, при Борисе Годунове, в Ямском приказе были сосредоточены все дела по ямской гоньбе. В те времена почта при благоприятных условиях шла от Москвы до шведской границы в течение трёх недель, но в весеннюю распутицу на это уходило гораздо больше времени.
18 мая 1665 года между приказом Тайных дел (органом, который занимался вопросами, интересовавшими царя Алексея Михайловича лично) и голландцем Яном ван Сведеном был заключен договор об организации почты. Ван Сведен обязался привозить в Тайный приказ «вестовые письма всякие Цесарской, Шпанской, Францужской, Польской, Свейской, Дацкой, Аглинской, Италианской, Галанской и Недерлянской земель…». На расходы ему было выделено 500 рублей деньгами и на 500 рублей соболиных шкурок В реальности ван Сведен привозил европейские газеты, на основе которых для царя и Боярской Думы готовили обзоры прессы (куранты). Кроме того, голландский предприниматель получил право пересылать за границу грамотки иностранных купцов и плату за них оставлять себе. Первая почтовая линия связала Москву с Ригой.
Отличие почты от ямской гоньбы заключалось в том, что ямская гоньба могла быстро доставить одну важную депешу по конкретному адресу. Европейская же почта ходила более медленно, но регулярно, к её отправке можно было собрать большое количество писем и отправить каждое из них в строго определенное время в любую точку вдоль почтовой линии. Европейский опыт понадобился тогда, когда потребности российского внешнеполитического ведомства заставили поднять информационный обмен на новый уровень. На подавляющем большинстве направлений российские власти еще многие десятилетия продолжали пользоваться ямской гоньбой.
Почта оказалась очень выгодным предприятием. В 1668 году ван Сведен узнал, что на право содержать почту претендует иноземец Леонтий Марселис, семейству которого покровительствовал глава русского внешнеполитического ведомства А. Л. Ордин-Нащокин. Между Марселисом и ван Сведеном был устроен торг, в результате которого победил Марселис, обязавшийся поставлять для нужд российского правительства «всякие подлинные ведомости» бесплатно, если корреспонденцию будут возить государственные ямщики, подчиняющиеся Ямскому приказу. Первая почта Марселиса была «отпущена» из Москвы на Ригу 17 сентября 1668 года, а 1 марта 1669 года заработала почтовая ветка между Москвой и Вильно. Свои затраты Марселис окупил благодаря тому, что, опираясь на поддержку А. Л. Ордина-Нащокина, добился запрета для иностранных купцов посылать письма иначе, кроме как через его почту. При этом стоимость пересылки возросла.
О тяжёлой работе ямщиков того времени свидетельствует грамота новгородскому воеводе боярину князю Урусову (1684):
…Послана к вам наша Великих Государей грамота, велено ямщикам, которые с почтою гоняют мешкотно и оплошно, учинить наказанье, бить батоги нещадно, и впредь приказать им гонять с яму на ям с почтою с великим поспешением днём и ночью, на добрых лошадях, и становились бы на яме в указанные часы и гоняли б ямщики сами по очередям, которые к той гоньбе выбраны, а работников своих посылали, и ни кого не нанимали, а на ямах бы нигде не стояли и не мешкали. А велено им гонять летом в час по семи вёрст, а в осень и зимою по пяти вёрст, и в том почтари чинятся непослушны, по ночам не гоняют.

## Российская империя

### В XVIII веке
Во времена Петра I происходило дальнейшее развитие почтовой связи. В 1693 году появилась почтовая ветка на Архангельск, а в 1689—1698 годах была налажена почтовая связь между Москвой и сибирскими городами. С 1716 года стала работать почтовая линия Москва — Санкт-Петербург. При Петре I были учреждены первые почтамты в Москве (1711), Риге (1712?), Петербурге (1714), во многих городах появились почтовые конторы. Для обслуживания армии в 1712—1716 годах была создана военно-полевая почта.
В 1721 году Петр I ввёл должность генерал-пост-директора (генерал-почтмейстера), которому он подчинил почту и ямскую службу, но только в 1782 году «немецкая» и ямская почты были окончательно слиты в единую организацию. В результате этой реформы почтовые учреждения обрели четкую иерархическую структуру. Высшими органами были почтамты, им были подчинены губернские почтмейстеры, а губернским почтмейстерам — уездные. Низшей ступенью местного почтового управления стали почтовые станции.
В 1723 году Ямской приказ был переименован в Ямскую канцелярию. К 1725 году общая протяженность почтовых путей составляла 10 677 вёрст.
Начиная с первой четверти XVIII века новые почтовые ветки стали учреждаться всё чаще. Однако установление регулярной почтовой связи даже с крупными городами растянулось на десятилетия: только по указу 1740 года почтовые конторы появились во всех главных городах провинций и уездов. Маркиз де ла Шетарди о почте в России в 1740 году писал, что, кроме почты из Петербурга и Москвы за границу, других почт в России не было. Все предписания и другая переписка за границу и прочие места, где расположены войска, посылаются с нарочными, по большей части из унтер-офицеров. Что же касается до внутренних сношений между собою, то русские купцы свои торговые операции по большей части производят зимой; удобства санного пути доставляют им средства путешествовать с весьма незначительными издержками, на своих лошадях и при том почти так же скоро, как и по почте.
Согласно Большой советской энциклопедии, в 1781 году, кроме писем и посылок, по почте начали пересылать деньги и была введена доставка корреспонденции почтальонами.

### В XIX веке
В 1820-х годах в России появились первые почтовые дилижансы. В 1840 году в Санкт-Петербурге открыто «отделение почтовых карет и брик». Лишь конкуренция со стороны железной дороги постепенно свела на нет перевозку пассажиров на почтовом транспорте.
В 1831 году вышло «Положение об учреждении вольных почт в России».
17 января 1833 года в Санкт-Петербурге открылась первая в России внутригородская почта, о чём 29 января 1833 было сообщено в «Санкт-Петербургских ведомостях». Город был поделён на 17 почтовых округов. Существовало 45 пунктов приёма писем. Корреспонденцию забирали 3 раза в день, доставляли на почтамт, сортировали и доставляли адресатам.
В XIX веке происходил быстрый рост числа почтовых учреждений. Если к началу столетия в России насчитывалось около 460 почтовых учреждений с 5 тыс. служащих, то по состоянию на 1896 год в почтово-телеграфном ведомстве числилось свыше 33,8 тыс. человек.
В 1843 году был введён единый почтовый тариф на пересылку корреспонденции (кроме международной) независимо от расстояния, что позволило существенно упростить почтовую оплату и сбор корреспонденции.
Осуществление почтовой реформы 1843 года и установление с 1 января 1844 года оплаты письма только по весу, независимо от расстояния, создали предпосылки для применения в России знаков почтовой оплаты. С 1 января 1845 года на территории Великого княжества Финляндского были введены штемпельные конверты («куверты»). С 1 декабря того же года аналогичные конверты были введены для городской почты Санкт-Петербурга, а с 27 февраля 1846 года — Москвы. С 1848 года штемпельные конверты, выпущенные Почтовым департаментом, начали применяться в России повсеместно.
До конца 1840-х годов письма от населения принимали только в почтовых конторах. Позднее корреспонденцию стали принимать в мелочных лавках, а потом, после появления в 1857 году почтовых марок, и просто через почтовые ящики. К 1896 году число почтовых ящиков превысило 15,2 тыс. штук.
Долгое время основной объём почтовой пересылки составляла казённая (служебная) корреспонденция. Только в годы реформ 1860-х годов частная пересылка стала преобладать над государственной. Это положительно сказалось на финансовых показателях: если еще в 1884 году почта принесла казне 1 млн руб. убытка, то в 1896 году чистый совокупный доход от почты и телеграфа превысил 12,7 млн руб.
С 1864 года в России была введена обязательная оплата заграничной корреспонденции почтовыми марками.
В 1874 году Российская империя в числе первых государств подписала Всемирную почтовую конвенцию и стала членом Всемирного почтового союза. В 1878 году в российской почтовой системе стали применять начала, принятые единогласно на парижском Всемирном почтовом конгрессе всеми европейскими правительствами.

### Земская почта
1 января 1864 года в России были образованы земства — органы местного самоуправления. В 1865 году земствам разрешили учреждать почту со своими правилами и таксами и иметь свои почтовые марки. Земская почта существовала практически во всех уездах. Одновременно с марками в некоторых местах выпускали и штемпельные конверты.

### Русская почта за границей
В конце XIX — начале XX веков для обеспечения связи между различными российскими государственными и частными организациями и лицами за границей Российской империи, в регионах, где официальная или местная почта считалась ненадёжной, российское правительство стало создавать свои почтовые конторы. Для нужд этих контор использовались обычные российские марки или издавались ЭЗГБ (а иногда и на местах) специальные почтовые марки и цельные вещи, изготавливались штемпели. Номиналы знаков почтовой оплаты указывались в российской или местной валюте, а стоимость пересылки корреспонденции, как правило, соответствовала тарифам, действовавшим в этот период в России.

## Советский период
Декретом от 26 октября 1917 года об образовании Рабочего и Крестьянского правительства, изданным в числе первых декретов Советской власти, в составе советского правительства был предусмотрен Народный комиссариат почт и телеграфов (Наркомпочтель).
В 1918 году на территории РСФСР началась гражданская война. Несмотря на это, почтовая связь функционировала, прерываясь и восстанавливаясь в зависимости от хода военных действий.
16 апреля 1918 года в целях централизации деятельности почты, а также в целях борьбы с бойкотом со стороны телеграфных и почтовых служащих прежнего режима был издан Декрет об организации управления почтово-телеграфным делом. Данный Декрет упразднил старые почтовые должности начальника почтово-телеграфного округа, почт-директора, начальника управления телеграфов, начальника отдела перевозки почт по железной дороге, их помощников и главных механиков. Для управления каждым почтово-телеграфным округом была введена коллегия, возглавляемая комиссаром, которого утверждал нарком из числа кандидатов, представленных областным или губернским органом Советской власти. Декрет особо запрещал всем органам Советской власти вмешиваться в дела почты (любые пожелания надлежало подавать в Наркомпочтель).
С 1 января 1919 года по 15 августа 1921 года в РСФСР была введена бесплатная пересылка простых писем и почтовых карточек.
За годы Первой мировой, а затем Гражданской войны почтовое хозяйство страны пришло в упадок, однако с окончанием Гражданской войны почтовые маршруты были восстановлены, возобновился международный почтовый обмен со странами, входившими во Всемирный почтовый союз.

## Российская Федерация
В советское время предприятия почты и электросвязи были объединенными, существуя сначала в составе областных и республиканских управлений связи, а затем в составе государственных предприятий связи и информатики; во главе иерархии учреждений связи стояло Министерство связи СССР. После распада СССР было принято решение о выделении почтовой связи в самостоятельную отрасль: 16 ноября 1992 года образовано Федеральное управление почтовой связи при Министерстве связи Российской Федерации. Приказом Министерства связи с 1 января 1993 года в составе Федерального управления почтовой связи были образованы территориальные (областные, краевые, республиканские) управления федеральной почтовой связи (УФПС) и учреждения почтовой связи Москвы и Санкт-Петербурга. Этим же приказом были утверждены перечень работ по разделению структур почтовой и электрической связи и принципы разделения почтовой и электрической связи.
В 1994 году был учрежден профессиональный праздник работников почтовой связи — День российской почты. Помимо этого, в 1997 году в целях восстановления геральдических традиций российской почты и повышения её авторитета были учреждены флаг и эмблема организаций федеральной почтовой связи Российской Федерации.
17 октября 1995 года Федеральное управление почтовой связи было реорганизовано в Федеральную службу почтовой связи Российской Федерации (ФСПС России). 14 августа 1996 года Федеральная служба почтовой связи была упразднена, а её функции переданы Министерству связи России.
В 1996 году Минисвязи России впервые за многовековую историю существования российской почты решило нарушить государственную почтовую монополию на некоторые почтовые услуги, в результате чего в России возникли коммерческие почтовые компании. В число услуг новых компаний вошли курьерская доставка почтовых отправлений, пенсий и пособий, пересылка посылок, распространение периодической печати. Другим президентским указом в 1997 году были восстановлены геральдические традиции российской почты — эмблема и флаг.
В 1998 году почтовая сеть страны объединяла 149 почтамтов, 28 отделений перевозки почты при железнодорожных станциях и аэропортах, 43 тыс. отделений связи. Валовый доход государственной почтовой службы в 1997 году составил 9 млрд руб.
28 июня 2002 года Правительство РФ одобрило концепцию реструктуризации организаций федеральной почтовой связи. С сентября того же года началось объединение всех существующих федеральных почтовых организаций и преобразование их в федеральное государственное унитарное предприятие (ФГУП) «Почта России». Процесс объединения завершился в 2009 году, когда в состав ФГУП вошла почтовая служба Республики Татарстан — «Татарстан почтасы» (последняя из самостоятельных региональных почтовых служб).
В 2016 году совместно с ВТБ 24 на базе «Почтовых финансов» и Лето-банка было образовано предприятие «Почта Банк» (в 2017 году 50-й в рейтинге банков с активами в 122,6 млрд руб. и вкладами граждан на 34 млрд руб.).
По состоянию на 2017 год в состав ФГУП «Почта России» входят 80 региональных филиалов, Главный центр магистральных перевозок почты, служба экспресс-доставки EMS Russian Post и др. Численность сотрудников составила около 351 тыс. человек. Доход от финансовых услуг составил 46,5 млрд руб., а розничные продажи прессы составили 4,6 млрд руб..
С 1 октября 2019 года ФГУП «Почта России» реорганизовано в АО «Почта России».

## Галерея
- Серия марок СССР «Из истории отечественной почты» (1978)
- Первое упоминание о посылке вестей на Руси: «В 885 году послал Олег к радимичам…»
- Берестяные грамоты-письма XII века (грамота от Жизномира к Микуле)
- Гонец (инициал из рукописной книги XIV века)
- Ямская гоньба (рисунок из книги С. Герберштейна, XVI век)
- Сцена в приказе (с клейма XVII века)
- Почтарь (XVIII век), кибитка (XVIII—XIX века)
- Струг (XVII—XVIII века), пакетбот (XVIII век)
- Почтовые вагоны (XIX век)
- Почтовый автомобиль (1905), автобус АМО-Ф-15 (1926)